# Чикли
Чикли (арап. شكلي ‎) је мало ненастањено острво (0,035 km²) у северном делу Туниског језара, познато по тврђави Сантијаго Чикли,  бившем римском утврђењу, које је реконструисао Luis Pérez de Vargas, шпански гувернер Голете (Golettе), између 1546. и 1550; потпуно је напуштено 1830. и руинирано. Острво је готово равно, са просечном надморском висином од 2 m, са ниским насипима дренажног материјала и малим депресијама. Уски пут-превлака до острва дуга је преко 8,5 km.

## Статус
Влада Републике Тунис је острво 1993. године прогласила резерватом природе, у складу са члановима 218 и 219 Шумарског закона. Значајне промене 2005. и 2009. поставиле су нове стандарде заштите за овај резерват природе и препоручила израду планова управљања. Северни део Туниског језера сматра се важним подручјем за птице (Important Bird Area, IBA) у оквиру програма Birdlife International program. Од 2014. године на основу Рамсарске конвенције проглашено је мочварним подручјем од међународног значаја, поред тога што је резерват природе IUCN категорије IV. 

## Клима
Град Тунис, од чијег центра је острво удаљуно око 3,5 km у ваздушној линији, одликује се медитеранском климом, са врућим, сувим летима и благим, релативно кишовитим зимама, са годишњом количином падавина од 465,5 mm, средњом минималном температуром од 13,3 °C и средњом максималном температуром од 23,5 °C. Доминантни ветрови су из правца севера и запада са ударима од 83,5 km/h.

## Вегетација
Вегетација се углавном састоји од зељастих халофита као што су сукуленте из породице Chenopodiacae. Suaeda  maritima  је једина дрвенаста биљка на острву; доминира депресијама које се зими пуне водом. Остале врсте укључују Halocnemum strobilaceum и Tecticornia indica. У истраживањима из 1999. помињу су 4 врсте (Galactites  mutabilis, Limoniun  boitardii, Marrubium  aschersonii  и  Silene  barrattei), 2 подврсте (Hippocrepis  minor  subsp.  brevipetala и Onopordon nervosum  subsp.  platylepis) и један ендемски варијетет Koeleria pubescens subsp. villosa var. doumeti.
- Suaeda  maritima
- Halocnemum strobilaceum
- Tecticornia indica

## Орнитофауна
Највећу природну вредност острву дају водене птице, са 57 врста којима ово острво представља зимовалиште. У њему се налази 6% зимујуће популације фламинга (Phoenicopterus  roseus) из региона западног Палеарктика, са 8.000-10.000 парова. Бројне су и популације зимујућих корморана (Phalacrocorax  carbo), чапље кашикаре (Platalea leucorodia), властелице (Himantopus himantopus), шиљкана (Anas acuta) и пловке кашикаре (Anas  clypeata). Друге врсте формирају колоније за размножавање: мала бела чапља (Egretta garzetta), а на острву се, поред осталих, гнезде и жутоноги галеб (Larus michahellis), шарена утва (Tadorna tadorna) и ћубасти гњурац (Podiceps cristatus).
- Phoenicopterus  roseus
- Phalacrocorax  carbo
- Platalea leucorodia
- Himantopus himantopus
- Anas acuta
- Anas  clypeata
- Egretta garzetta
- Larus michahellis